# Articulation en selle

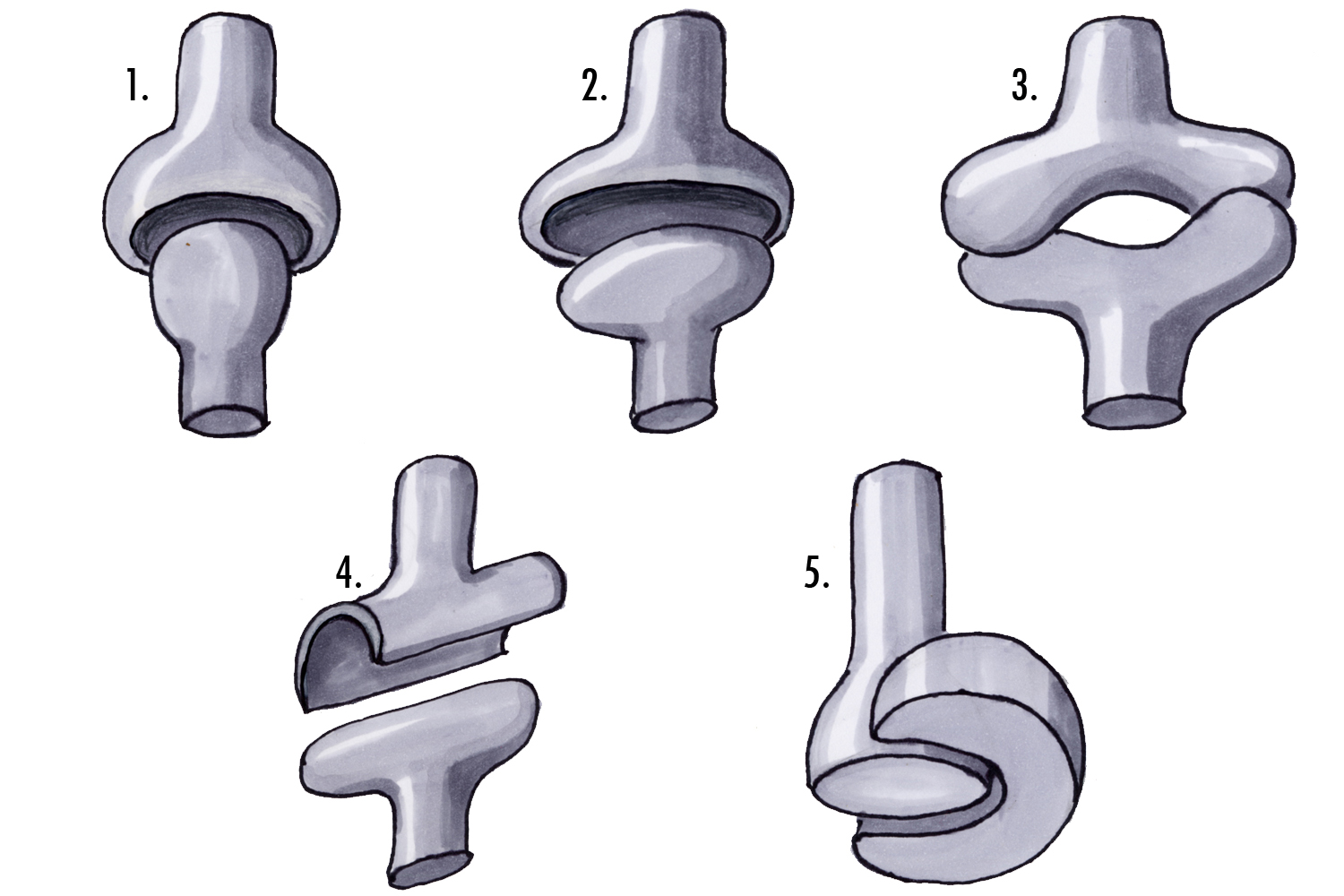
3) schéma d'une articulation en selle

L'articulation en selle (ou articulation toroïde ou articulation par emboîtement réciproque) est une jointure synoviale dont les surfaces sont en forme de selle avec une surface articulaire concave dans un sens et convexe dans l'autre et l'autre inversement convexe dans un sens et concave dans l'autre.
Ce type d'articulation à deux axes et deux degrés de liberté, donc 4 mouvements. Elle permet un mouvement de flexion / extension et un mouvement latéral.
Dans l'anatomie humaine les articulations en selle sont :
- l'articulation carpo-métacarpienne du pouce,
- l'articulation sterno-claviculaire,
- l'articulation calcanéo-cuboïdienne,
- l'articulation incudo-malléaire.